# Мото Гран-Прі Індіанаполіса
Мо́то Гран-Прі Індіана́полісу (англ. Indianapolis motorcycle Grand Prix) — колишній етап змагань чемпіонату світу із шосейно-кільцевих мотогонок MotoGP, який відбувався на автомотодромі Індіанаполіс, розташованому в місті Спідвей, штат Індіана, США. Перший етап відбувся 14 вересня 2008 року, останній — 9 серпня 2015.

## Відвідуваність
Перше Гран-Прі Індіанаполісу відбулося в 2008 році і зібрало рекордну кількість глядачів навіть за мірками всього чемпіонату, а також його європейських (традиційно добре відвідуваних) подій, побивши позначку в 174 052 глядачів (за весь вікенд). Але відтоді інтерес до гонки з кожним роком став знижуватись. На це впливало, зокрема, проведення таких традиційних для Індіанаполісу гонок, як Індіанаполіс 500 та IndyCar. Нижче наведена точна відвідуваність (кількість проданих квитків, виданих пасів та гостьових проходок) за перші п'ять років існування Гран-Прі Індіанаполісу:
| Сезон | Відвідуваність | Відвідуваність |
| Сезон | День гонки     | Весь вікенд    |
| ----- | -------------- | -------------- |
| 2012  | 65 372         | 134 795        |
| 2011  | 64 151         | 134 766        |
| 2010  | 62 794         | 136 184        |
| 2009  | 75 130         | 146 680        |
| 2008  | 91 064         | 174 052        |

До того ж, було багато нарікань на сам автодром, якість покриття, скарги гонщиків і команд - сам трек довелося допрацьовувати, вкладати додаткові кошти.
У 2014 році Гран-Прі Індіанаполісу було визнане найкращим у сезоні.
Проте, зі спадом популярності чемпіонату на теренах США, Гран-Прі сезону 2015 стало останнім для Індіанаполісу, і в календарі 2016 його замінило Гран-Прі Австрії.

## Переможці етапу
| Сезон | Moto3         | Moto3    | Moto2            | Moto2           | MotoGP          | MotoGP   | Звіт |
| Сезон | Гонщик        | Мотоцикл | Гонщик           | Мотоцикл        | Гонщик          | Мотоцикл | Звіт |
| ----- | ------------- | -------- | ---------------- | --------------- | --------------- | -------- | ---- |
| 2015  | Лівіо Лой     | Honda    | Алекс Рінс       | Kalex           | Марк Маркес     | Honda    | Звіт |
| 2014  | Ефрен Васкес  | Honda    | Міка Калліо      | Kalex           | Марк Маркес     | Honda    | Звіт |
| 2013  | Алекс Рінс    | KTM      | Естів Рабат      | Kalex           | Марк Маркес     | Honda    | Звіт |
| 2012  | Луї Салом     | Kalex    | Марк Маркес      | Suter           | Дані Педроса    | Honda    | Звіт |
| Сезон | 125cc         | 125cc    | Moto2            | Moto2           | MotoGP          | MotoGP   | Звіт |
| Сезон | Гонщик        | Мотоцикл | Гонщик           | Мотоцикл        | Гонщик          | Мотоцикл | Звіт |
| 2011  | Ніко Тероль   | Aprilia  | Марк Маркес      | Suter           | Кейсі Стоунер   | Honda    | Звіт |
| 2010  | Ніко Тероль   | Aprilia  | Тоні Еліас       | Moriwaki        | Дані Педроса    | Honda    | Звіт |
| Сезон | 125cc         | 125cc    | 250cc            | 250cc           | MotoGP          | MotoGP   | Звіт |
| Сезон | Гонщик        | Мотоцикл | Гонщик           | Мотоцикл        | Гонщик          | Мотоцикл | Звіт |
| 2009  | Пол Еспаргаро | Derbi    | Марко Сімончеллі | Gilera          | Хорхе Лоренсо   | Yamaha   | Звіт |
| 2008  | Ніко Тероль   | Aprilia  | Гонка скасована  | Гонка скасована | Валентіно Россі | Yamaha   | Звіт |

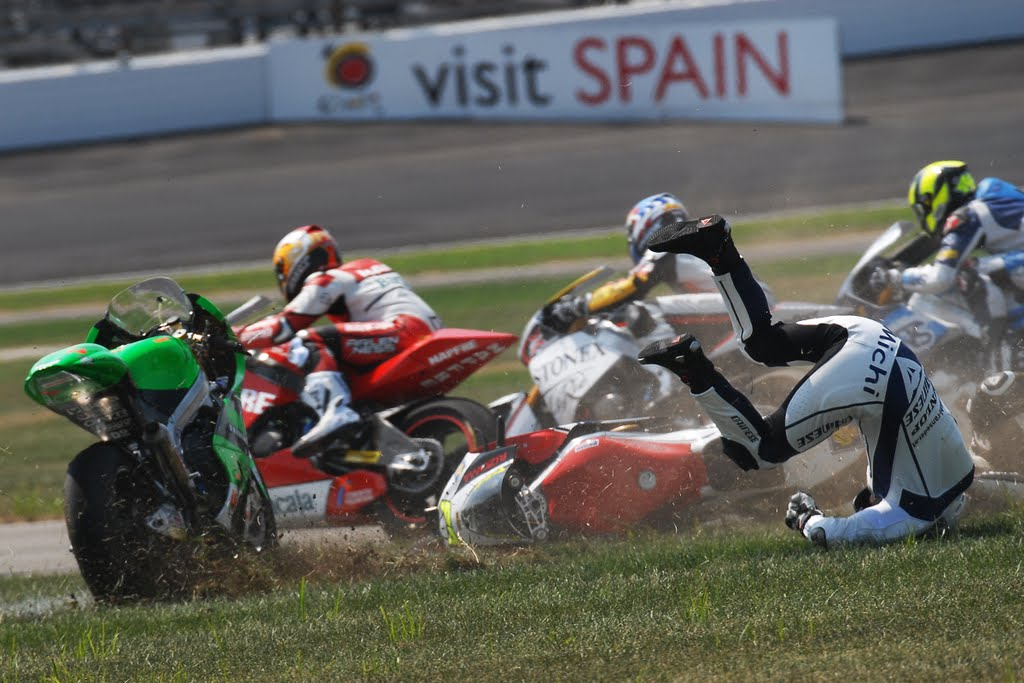
Масова аварія на Гран-Прі Індіанаполісу під час змагань у класі Moto2, 2010 рік

Примітка: Дані офіційного сайту MotoGP

## Цікаві факти
- Під час «Гран-Прі Індіанаполісу» гонщик у поворотах може нахилити свій мотоцикл на кут до 60°, причому площа контакту шин з асфальтом буде не перевищувати площі кредитної карточки.[6]